# Shinji Takehara
Shinji Takehara (jap. 竹原慎二 Takehara Shinji; ur. 25 stycznia 1972 w Hiroszimie) – japoński bokser, były mistrz świata WBA w wadze średniej.

## Kariera zawodowa
Jako zawodowiec zadebiutował 15 maja 1989 roku, nokautując w 4 rundzie Masao Tadano. Do końca września 1995 roku stoczył 23 pojedynki, z których 19 wygrał przed czasem, zdobywając mistrzostwo kraju oraz pas OPBF, który kilkukrotnie obronił.
19 grudnia 1995 roku zdobył mistrzostwo świata WBA w wadze średniej. Pokonał jednogłośnie na punkty, Argentyńczyka Jorge Fernando Castro, dla którego była to piąta obrona.
24 czerwca 1996 roku stanął do pierwszej obrony mistrzostwa, a jego rywalem był Amerykanin William Joppy. Amerykanin totalnie zdominował Japończyka, zmuszając sędziego do poddania mistrza w 9 rundzie.
Po porażce z Amerykaninem nie powrócił już na ring. Takehara został pierwszym Japończykiem, który zdobył mistrzostwo świata wagi średniej.